# هواپیمایی آئروکاندور
آئروکاندور (به انگلیسی: Aerocondor) (با نام رسمی ATA Aerocondor Transportes Aéreos Lda) یکی از نخستین شرکت‌های خصوصی در خطوط هوایی پرتغال بود که گواهی مؤسسه ملی حمل و نقل هوایی پرتغال(INAC) را برای جابجایی مسافر و همچنین آموزش خلبانی در شهر کشکایش را دریافت کرده بود. این شرکت هواپیمایی از سال ۲۰۰۸، مالکیت هیچ هواپیمایی را در اختیار ندارد و به فعالیت خود پایان داده‌است.
منطقه اصلی این خط هوایی از پرتغال به جزایر مادیرا برنامه‌ریزی شد. همین‌طور این خط هوایی جابجایی مسافر در فرانسه و همچنین پروازهای چارتری در انگلستان را از مبدأ لیسبون (فرودگاه لیسبون پورتلا) و جزایر مدیرا (فرودگاه بین‌المللی کریستیانو رونالدو) بر عهده دارد. همچنین مدرسه آموزش هوانوردی این شرکت در کشکایش قرار دارد.

## ناوگان

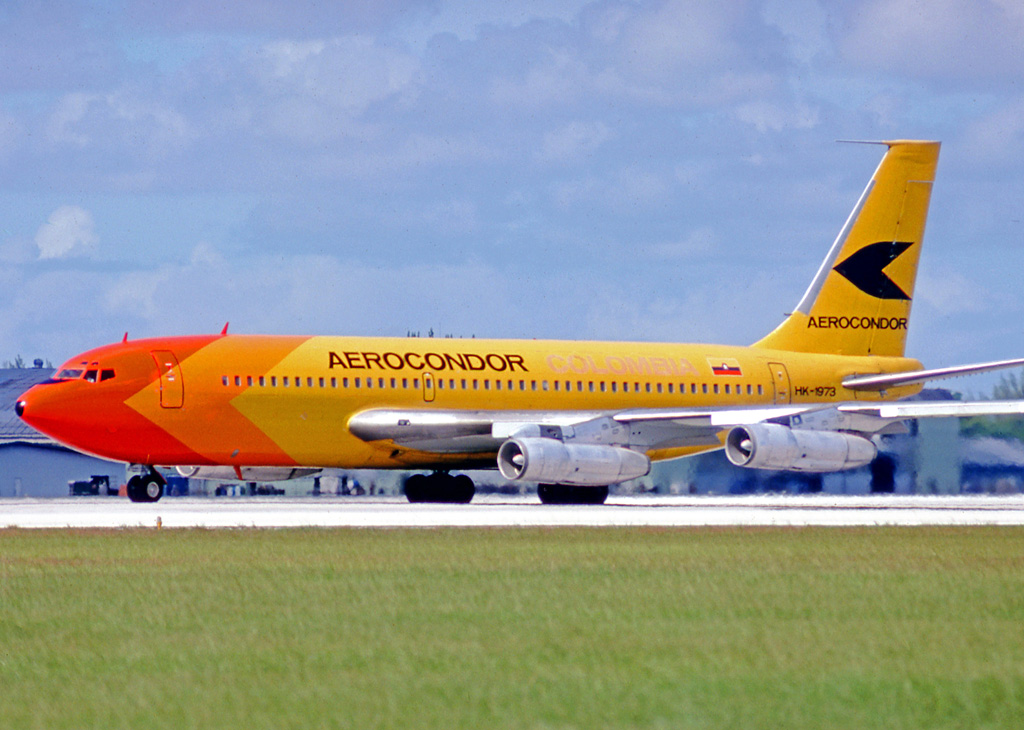
بویینگ ۷۲۰-۰۲۳b متعلق به شرکت آئروکاندور - سال ۱۹۷۳ میلادی

این شرکت هواپیمایی از ژوئن ۲۰۰۸، به علت مشکلات مالی، هیچ‌گونه هواپیمایی را در اختیار ندارد. اگرچه برنامه‌های برای گسترش شرکت با خرید هواپیمایی بویینگ ۷۵۷ یا ۷۶۷ وجود داشت اما در سال ۲۰۰۸ این شرکت اعلام ورشکستگی کرد.
هواپیماهای پیشین این شرکت عبارتند از:
- بویینگ ۷۲۰
- ای‌تی‌آر ۴۲–۳۰۰
- دورنیه دو ۲۲۸
- شورتس ۳۶۰
- پایپر ۳۱ (برای خدمات ایرتاکسی)